# Moisés Carmona
Mons. Moisés Carmona y Rivera (Quechultenango, 31 ottobre 1912 – Messico, 1º novembre 1991) è stato un vescovo messicano ad Acapulco, di posizione cattolico tradizionalista aderente al sedevacantismo della linea Thục.

## Biografia
Carmona fu ordinato presbitero nel 1939 dal vescovo Leopoldo Díaz y Escudero (1880-1955) per la diocesi di Chilpancingo-Chilapa (Messico). Dopo il Concilio Vaticano II, rifiutò di attuare le riforme previste nella sua parrocchia ad Acapulco, considerando che dal Concilio fosse stata introdotta una nuova religione che non aveva nulla a che fare con la vera dottrina cattolica, di conseguenza, concluse che Paolo VI non fosse un vero papa e che la Santa Sede fosse vacante (sedevacantismo).
Moisés Carmona y Rivera fu successivamente rimosso dalla carica il 30 aprile 1977 dal vescovo di Acapulco Rafael Bello Ruiz, ridotto allo stato laicale e scomunicato, ma grazie alla legge messicana fu in grado di mantenere la parrocchia, e con il sostegno di oltre duemila fedeli della sua parrocchia fondò, insieme a Joaquín Sáenz y Arriaga e l'ex mercedario Adolfo Zamora Hernández († 3 maggio 1987), l'Unione Catolica Trento (UCT).
Carmona e Adolfo Zamora furono ordinati vescovi a Tolone in Francia da mons. Thục il 17 ottobre 1981 che successivamente vengono scomunicati dalla Santa Sede. Carmona ha officiato dal 1981-1991 come vescovo sedevacantista di Acapulco, in Messico, dove fondò un seminario; ha consacrato vescovi il sacerdote messicano Benigno Bravo, Roberto Martínez, i sacerdoti americani George Musey e Mark Pivarunas nel 1991.
Moisés Carmona y Rivera morì il 1º novembre 1991, dopo un incidente d'auto in Messico.

## Genealogia episcopale
La genealogia episcopale è:
- Patriarca Eliya XII Denha
- Patriarca Yukhannan VIII Hormizd
- Vescovo Isaie Jesu-Yab-Jean Guriel
- Arcivescovo Yosep V Hindi
- Patriarca Yosep VI Audo
- Patriarca Eliya XIV Abulyonan
- Patriarca Yosep Emmanuel II Thoma
- Vescovo François David
- Vescovo Antonin-Fernand Drapier
- Arcivescovo Pierre Martin Ngô Đình Thục
- Vescovo Moisés Carmona

La successione apostolica, senza il permesso della Santa Sede, è:
- Vescovo George Musey (1982)
- Vescovo Benigno Bravo Valades (1982)
- Vescovo José de Jesus Roberto Martínez y Gutiérez (1982)
- Vescovo Peter Hillebrand (1991), consacrato sub condicione
- Vescovo Mark Pivarunas (1991)